# Mi hermana la vida
Mi hermana la vida (en ruso: Сестра моя жизнь) es una obra poética del autor ruso Borís Pasternak.
En ella se hace un canto a la propia vida, tanto la del entorno natural como la humana.
Durante una estancia de Pasternak en la estepa, cerca de Sarátov, durante el verano de 1917, donde se enamoró de la joven judía Yelena Vinograd, Pasternak escribió todos los poemas de Mi hermana, la vida. Lo hizo en sólo tres meses, pero tardó en publicar la recopilación.
Finalmente, en 1921, se publicó Mi hermana, la vida; el libro tuvo un impacto revolucionario en la poesía rusa. Pasternak se convirtió en modelo de imitación para muchos poetas jóvenes e incidió sobre la poética de Ósip Mandelshtam y de Marina Tsvetáyeva, por citar sólo dos casos. Autores tan diferentes como Vladímir Mayakovski, Andréi Bely o Vladímir Nabókov aplaudieron los poemas de Pasternak como una obra de pura inspiración desbocada.
Fragmento:
Hoy mi hermana la vida se rompe a torrentes
contra todos en ráfaga de primavera,
y se queja la gente con joyas, y muerde,
tan amable como una serpiente en la avena 
...